# Мартинюк Лілія Петрівна
Мартинюк Лілія Петрівна (нар. 3 вересня 1962, Тернопіль, Україна) — українська вчена у галузі медицини, доктор медичних наук (2004), професор (2006), завідувачка кафедри внутрішньої медицини № 3 Тернопільського національного медичного університету імені І. Я. Горбачевського.

## Життєпис
У 1979 році із золотою медаллю закінчила Тернопільську середню школу № 3.
Цього ж року вступила до Тернопільського державного медичного інституту на спеціальність «Лікувальна справа». Закінчила навчання у 1985 році, отримавши диплом з відзнакою і кваліфікацію лікаря—лікувальника.
Після закінчення інтернатури працювала лікарем у Микулинецькій обласній фізіотерапевтичній лікарні (1986—1992), дільничним терапевтом у Тернопільській міській поліклініці № 1 (1994—1995).
З 1995 працює у Тернопільському медичному університеті ім. І. Я. Горбачевського: була асистентом, доцентом кафедри терапії і факультету пілядипломної освіти.
З 2012 року очолює кафедру внутрішньої медицини № 3.
Чоловік Бутвин Сергій Миколайович — кандидат медичних наук, доцент кафедри терапії і сімейної медицини факультету післядипломної освіти Тернопільського національного медичного університету ім. І.Горбачевського, донька Шершун Олена Ігорівна — завідувачка відділення неврозів КНП «Тернопільська обласна психоневрологічна лікарня».

## Наукова діяльність
У 1994 році захистила кандидатську дисертацію «Ефективність комплексного лікування хронічного пієлонефриту з використанням лазеротерапії та електромагнітного випромінювання надвисокої частоти».
У 2004 році захистила докторську дисертацію «Клініко-патогенетичні варіанти ураження кісткової тканини при хронічній нирковій недостатності: діагностика, диференційовані програми профілактики і лікування» за спеціальністю 14.01.37 – нефрологія.
Сфера наукових інтересів охоплює вивчення механізмів розвитку і прогресування хронічної хвороби нирок, порушень мінерального обміну і кісткового ремоделювання, анемії, артеріальної гіпертензії, змін серцево-судинної системи, удосконалення методів ренопротекції та діалізних технологій при хронічній хворобі нирок та госторому пошкодженні нирок.

## Редакційна та громадська робота
Лілія Петрівна Мартинюк веде активну громадську роботу, зокрема вона є:
- членом редакційної ради журналів «Український журнал нефрології та діалізу»[5] та «Вісник медичних та біологічних досліджень»[6]
- членом правління Української асоціації нефрологів[7]
- членом національного ниркового фонду
- членом Європейської асоціації нефрології, діалізу і трансплантації
- членом міжнародної асоціації нефрологів
- членом Української асоціації остеопорозу
- членом спеціалізованої вченої Ради Інституту нефрології НАМН України[8].

## Доробок
Л. П. Мартинюк є автором і співавтором понад 220 наукових публікацій, 3 навчально-методичних посібників, 1 монографії,6 патентів, 2 інформаційних листів.
Підготувала 4 кандидатів медичних наук.
Основні наукові праці:
1. Effect of the Herbal Combination Canephron N on Diabetic Nephropathy in Patients with Diabetes Mellitus: Results of a Comparative Cohort Study "..//oMartynyuk Liliya Martynyuk Larysa, "..//oRuzhitska Oksana, "..//oMartynyuk Olena The journal of alternative and complementary medicine 20 (6), 472—478 2014
2. An open label, non-controlled, multicentre, interventional trial to investigate the safety and efficacy of Canephron® N in the management of uncomplicated urinary tract infections (uUTIs) Dmitry Ivanov, Dimitri Abramov-Sommariva, Kathrin Moritz, Herbert Eskötter, Tatyana Kostinenko, Liliya Martynyuk, Nikolay Kolesnik, Kurt G Naber Clinical Phytoscience 2015 1 (1), 7 DOI doi.org/ 10.1186/s40816-015-0008-x
3. Evaluation of the safety and immunogenicity of subcutaneous HX575 epoetin alfa in the treatment of anemia associated with chronic kidney disease in predialysis and dialysis patients Nicole Casadevall, Vladimir Dobronravov, Kai-Uwe Eckardt, Sehsuvar Ertürk, Liliya Martynyuk, Susanne Schmitt, Gregor Schaffar, Anita Rudy, Andriy Krendyukov, Marité Ode Clinical nephrology, 2017 88 (4), 190
4. Heerspink HJL, Parving HH, Andress DL, Bakris G, Correa-Rotter R, Hou FF, Kitzman DW, Kohan D, Makino H, McMurray JJV, Melnick JZ, Miller MG, Pergola PE, Perkovic V, Tobe S, Yi T, Wigderson M, de Zeeuw D; SONAR Committees and Investigators. Atrasentan and renal events in patients with type 2 diabetes and chronic kidney disease (SONAR): a double-blind, randomised, placebo-controlled trial. Lancet. 2019 May 11;393(10184):1937-1947. doi: 10.1016/S0140-6736(19)30772-X. Epub 2019 Apr 14. Erratum in: Lancet. 2019 May 11;393(10184):1936.
5. Perkovic, V (Perkovic, V.)[ 1,2 ] ; Jardine, MJ (Jardine, M. J.)[ 1,3 ] ; Neal, B (Neal, B.)[ 1,4,6 ] ; Bompoint, S (Bompoint, S.)[ 1 ] ; Heerspink, HJL (Heerspink, H. J. L.)[ 8 ] ; Charytan, DM (Charytan, D. M.)[ 9,10,11 ] ; Edwards, R (Edwards, R.)[ 16 ] ; Agarwal, R (Agarwal, R.)[ 17,18 ] ; Bakris, G (Bakris, G.)[ 19 ] ; Bull, S (Bull, S.)[ 16 more… Canagliflozin and Renal Outcomes in Type 2 Diabetes and Nephropathy NEW ENGLAND JOURNAL OF MEDICINE Volume: 380 Issue: 24 Pages: 2295—2306 DOI: 10.1056/NEJMoa1811744 Published: JUN 13 2019 Document Type: Article